# Залізниця Аделаїда — Дарвін
Залізниця Аделаїда — Дарвін — трансконтинентальна лінія довжиною 2 979 км, що перетинає Австралію з півдня на північ між містами Аделаїда і Дарвін. Частину лінії прокладено в XX столітті, а повністю завершено її 2004 року з відкриттям ділянки Аліс-Спрингс — Дарвін.

## Історія

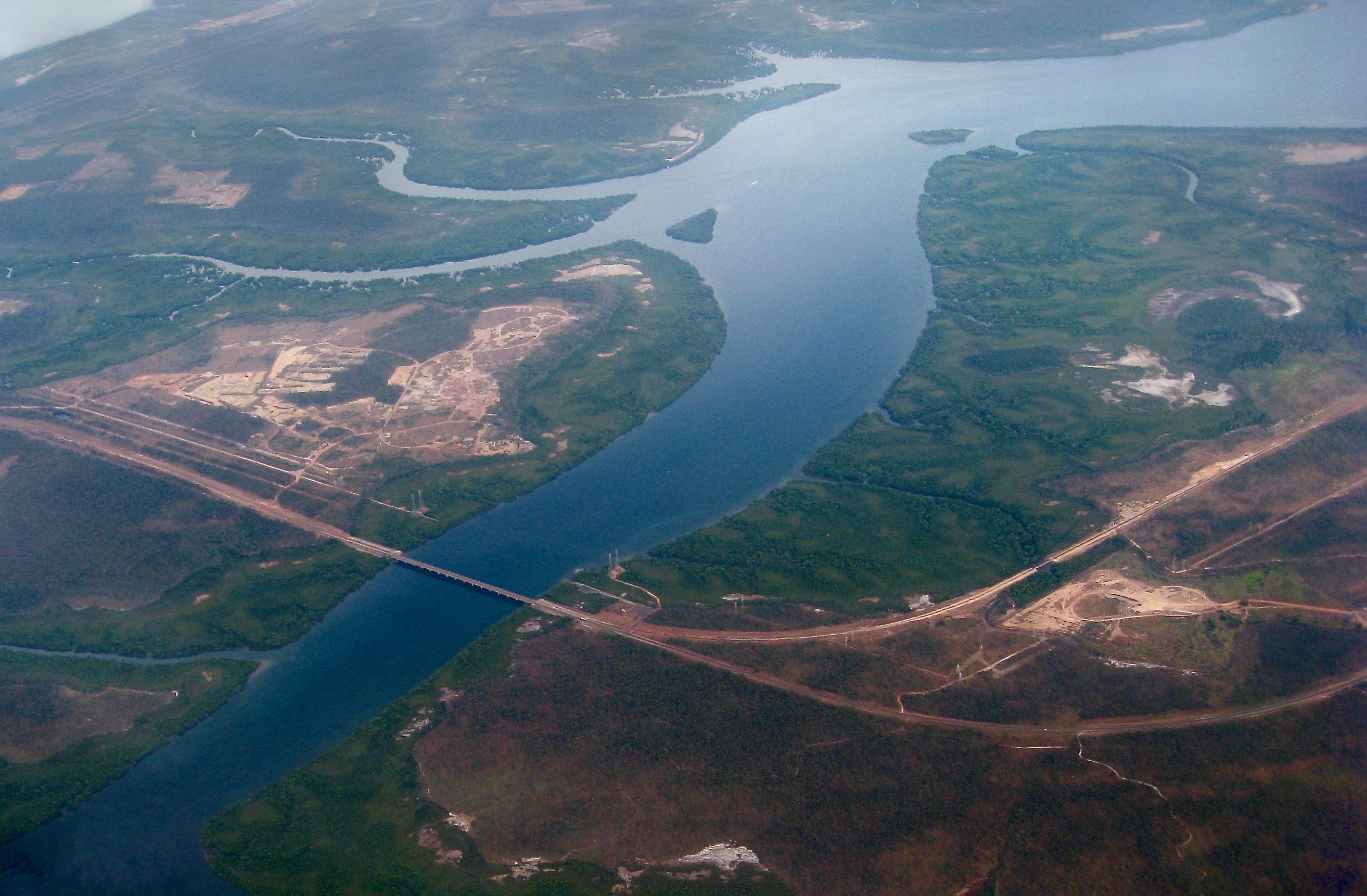
Міст через річку Елізабет за 17 км на південь від Дарвіна

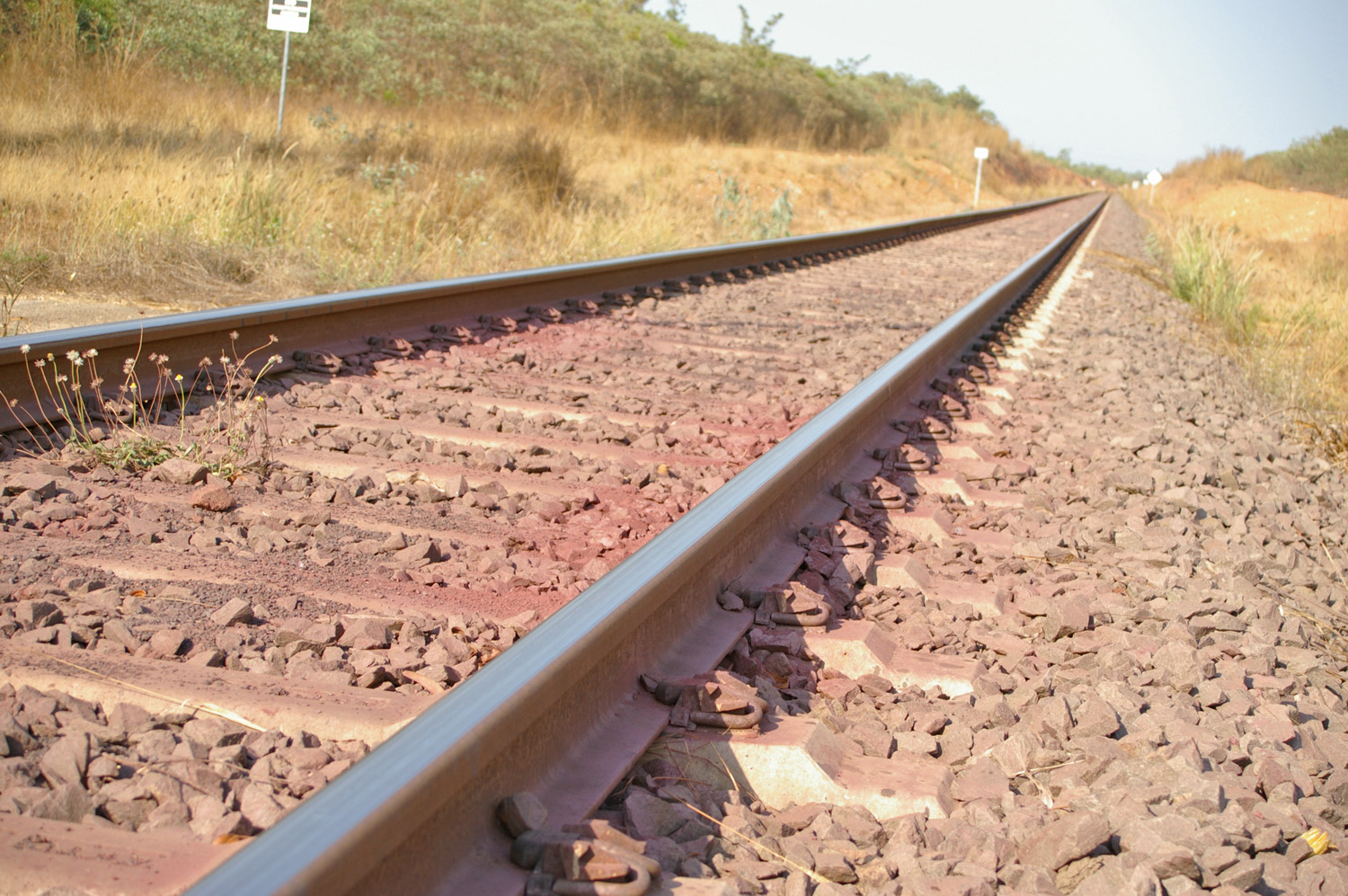
Початок маршруту Аделаїда — Дарвін в Дарвіні

Акт про прийняття Північної Території 1910 року передбачав, що північні вузькоколійні лінії разом з аналогічними лініями Південноавстралійських залізниць, буде передано у ведення Commonwealth Railways з подальшим спорудженням сполучної ділянки, однак кінцевих термінів проекту не називалося. Розглядалося два варіанти: будівництво лінії зі стандартною (європейською) колією з відгалуженням від Трансавстралійської залізниці в Таркоолі, або дешевший варіант з продовженням вузькоколійної лінії від станції Уднадатта, що відкрилася 1891 року. Обрано було другий варіант. З відкриттям ділянки до Аліс-Спрингс у серпні 1929 року утворено Центральноавстралійську залізницю (CAR). На півночі тоді будувались сегменти Північноавстралійської залізниці (NAR) від Дарвіна до Бердума (залізниця прийшла сюди також 1929 року).
Після відкриття вугільного басейну в містечку Лі Крік у 1940-х роках було підвищено пропускну здатність залізничного транспорту. В об'їзд побудували нову лінію з європейською колією: в 1956—1957 роках відкрито ділянку від Стерлінг-Норта до Маррі через станцію Кворн.
1967 року Commonwealth Railways почали пошук альтернативи часто підтоплюваному маршруту CAR. Було представлено три різні варіанти, один з яких і втілено в життя. Будівництво 830-кілометрової ділянки від Таркооли до Аліс-Спрингс почалося в квітні 1975 року та було завершено у жовтні 1980, відразу після чого CAR було скасовано. Одночасно, в червні 1975, скасовано і NAR у зв'язку із закриттям залізнорудної шахти у Френсіс-Кріку.
В січні 1983 року уряд Малколма Фрейзера оголосив про продовження лінії з європейською колією від Аліс-Спрингс до Дарвіна, назвавши терміном закінчення будівництва 1988 рік. Однак уряд Роберта Гоука, що прийшов на зміну в березні 1983 року, скасував проєкт.
У червні 1999 року залізнична корпорація AustralAsia (належить урядам Північної Території і Південної Австралії) уклала контракт на будівництво і обслуговування 1 420 км колії від Аделаїди до Дарвіна з Asia Pacific Transport Consortium (APTC). У реалізації проекту брав участь вантажний оператор FreightLink. Будівництво обійшлося в 1,2 млрд A$.
Будівництво почалося в липні 2001 року і планувалося до закінчення у вересні 2003 року. 17 січня 2004 року перший вантажний поїзд єдиної дороги прибув до Дарвіна. 4 лютого 2004 року до Дарвіна прибув перший пасажирський поїзд з Аделаїди, подолавши 2 979 км за 47 годин.

## Інфраструктура
Лінія включає:
- 1 420 км колій;
- 6 основних мостів, які перетинають річки Кетрін, Елізабет, Аделаїда, Кюллен, Фергюсон і Едіт;
- 87 малих мостів;
- 1500 дренажних труб;
- 145,000 тонн рейкового полотна;
- 2,8 млн тонн баласту
- 2 мільйони шпал;
- 8 мільйонів кріплень для шпал.[17]

## Оператори
Пасажирські поїзди «Ган» курсують по лінії щотижня. Вони приводяться в рух локомотивами фірми Pacific National. Вантажні перевезення здійснює лише оператор Genesee & Wyoming Australia. Будівництво цієї лінії значно полегшило транспортування сипучих матеріалів, таких як залізо і мідь, з центральної Австралії.

## Станції
Початкові маршрути CAR і NAR включали багато станцій і платформ на своєму шляху, проте новий маршрут з європейською колією включає лише станції в містах Аліс-Спрингс, Теннант-Крік, Кетрін і Дарвін, а також роз'їзди в Ілокварі і Ньюкасл-Вотерс.